# Praevalitana

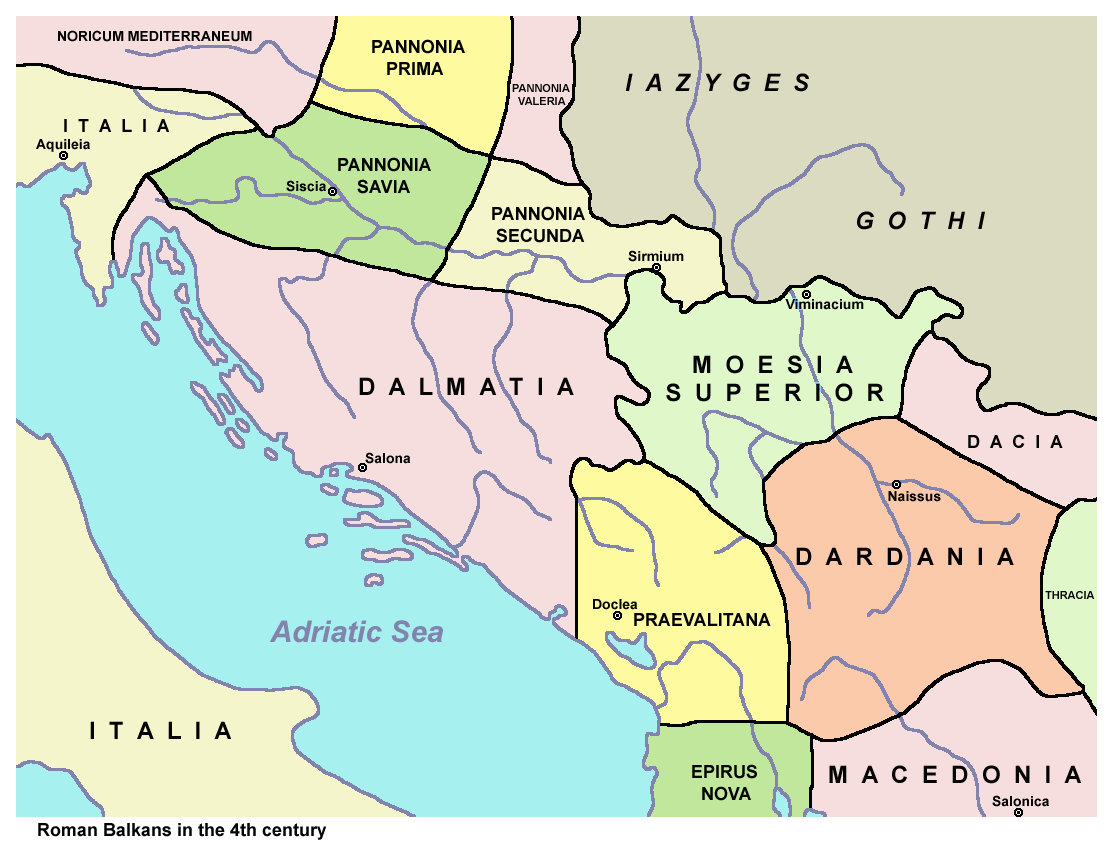
Karte, Praevalitana mittig in gelb

Praevalitana (auch Praevallis) war eine Ende des 3. Jahrhunderts errichtete spätantike römische Provinz. Sie umfasste in etwa das Territorium des heutigen Montenegro, den Norden Albaniens und den westlichen Rand des Kosovo. Hauptstadt war Scodra; als weitere bedeutende Städte sind Doclea und Risinium und Siperantum (Peja), das vom 5. bis 9. Jahrhundert auch als Pescium/Episkion (Bischofsstadt) bekannt war, zu nennen.
Die Provinz wurde im Zuge der Verwaltungsreformen Kaiser Diokletians eingerichtet und der Diözese Dacia zugeordnet. Bei der faktischen Teilung des Römischen Reiches im Jahr 395 kam Praevalitana zum Osten. Die Trennlinie zwischen West- und Oströmischem Reich verlief zwischen Praevalitana und Dalmatia.
Während der Landnahme der Slawen auf dem Balkan wurde die Region in der zweiten Hälfte des 6. Jahrhunderts von slawischen Stämmen besiedelt. Die römische Provinzialverwaltung brach zusammen, wenngleich die Küstenstädte und Scodra weiterhin oströmisch bzw. byzantinisch blieben.